# Hibiscus lobatus
Hibiscus lobatus är en malvaväxtart som först beskrevs av Johan Andreas Murray, och fick sitt nu gällande namn av Carl Ernst Otto Kuntze. Hibiscus lobatus ingår i Hibiskussläktet som ingår i familjen malvaväxter. Inga underarter finns listade i Catalogue of Life.

## Bildgalleri

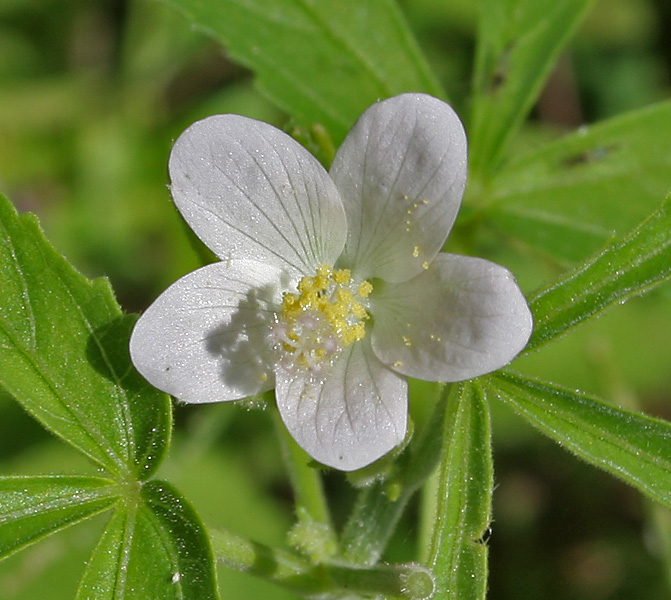
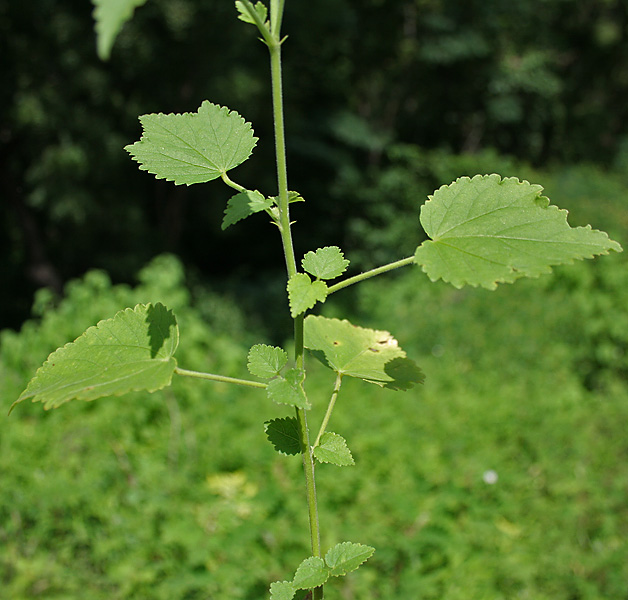
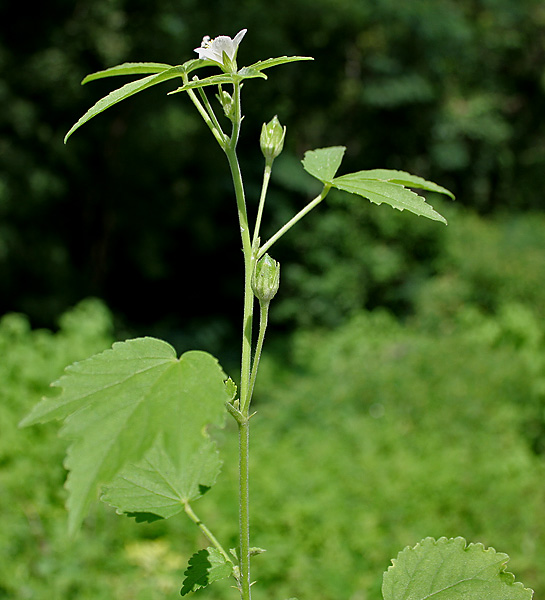
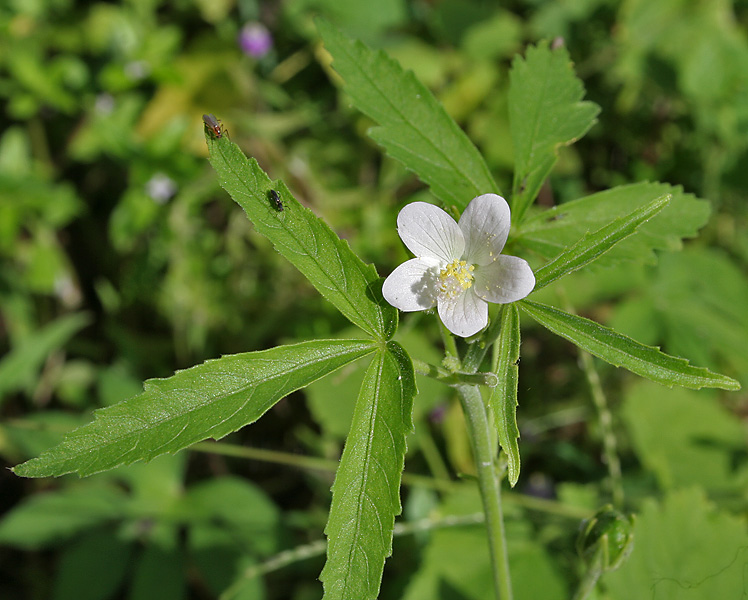
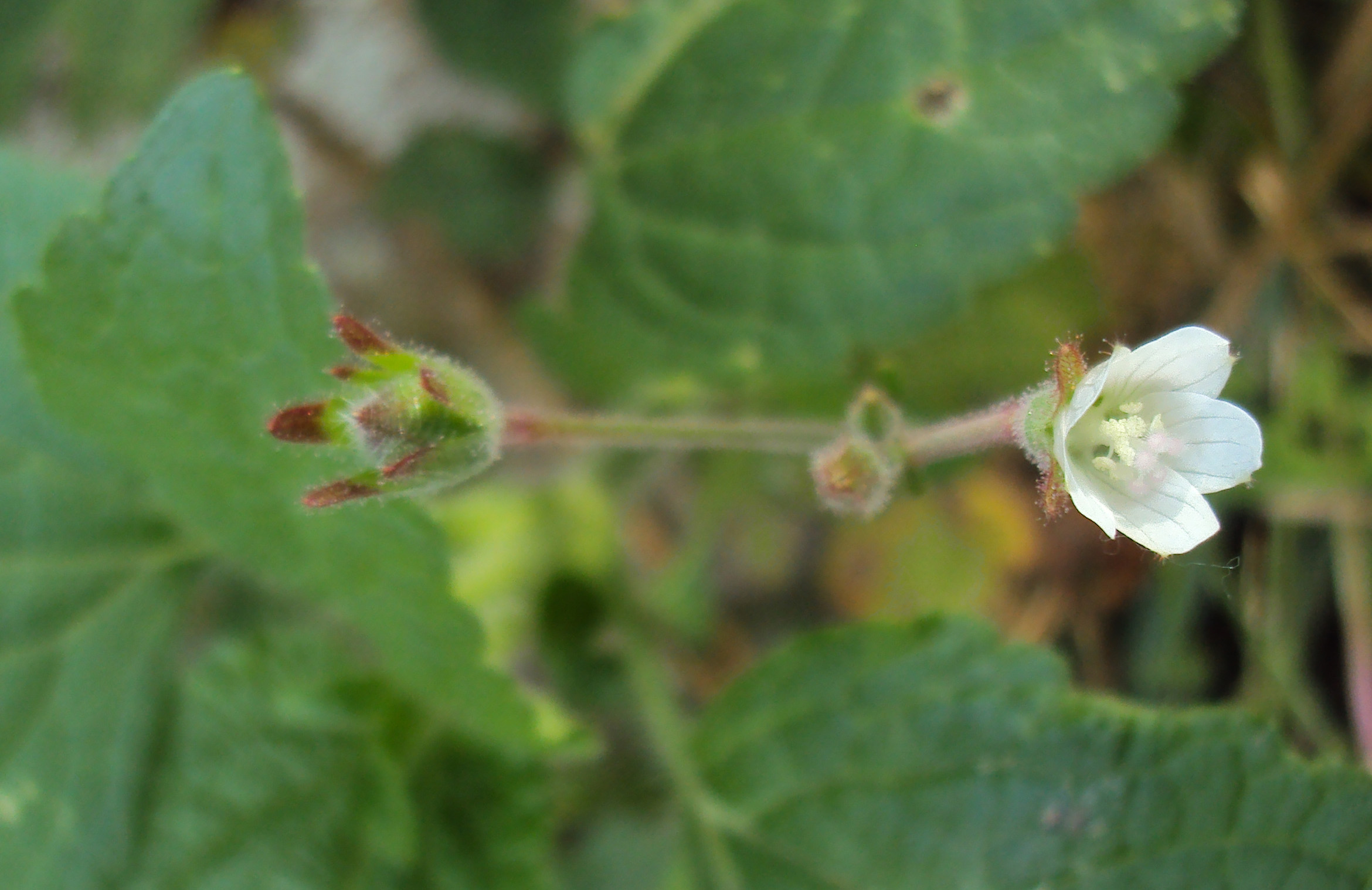
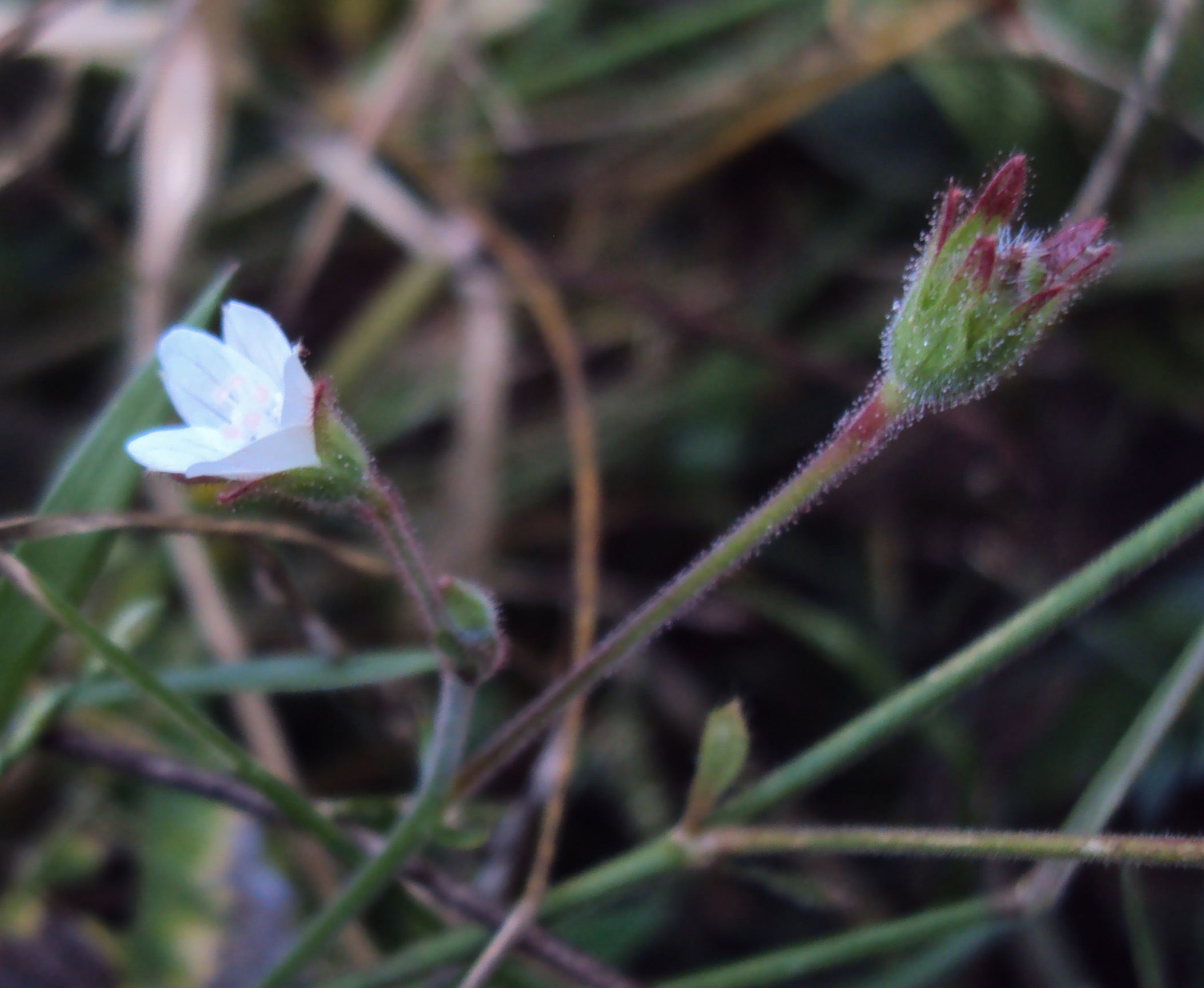